# Karl Allmenröder
Karl Allmenröder (ur. 3 maja 1896 w Wald k. Solingen w Westfalii; zm. 27 czerwca 1917 w Zillebeke w Belgii) – as lotnictwa niemieckiego z 30 zwycięstwami w I wojnie światowej.

## Życiorys
Urodził się w miejscowości Wald koło Solingen (dziś: jego dzielnica). Syn luterańskiego pastora; przed I wojną światową studiował medycynę w Marburgu. Po wybuchu wojny został zmobilizowany i rozpoczął służbę w 62 polowym pułku artylerii skąd po szkoleniu został przeniesiony do 20 Pułku Artylerii. Służył na froncie wschodnim na terenach współczesnej Polski. Brał czynny udział w walkach z Rosjanami. W marcu 1915 roku został odznaczony Krzyżem Żelaznym 2 klasy. W marcu 1915 roku został mianowany podporucznikiem.
W marcu 1916 roku został przeniesiony do lotnictwa. Po przeszkoleniu w Halberstadt rozpoczął służbę jako obserwator w Flieger-Abteilung Nr. 227. W listopadzie 1916 roku został przeniesiony do eskadry myśliwskiej Jagdstaffel 11. Pierwsze zwycięstwo odniósł 16 lutego 1917 roku. W bardzo krótkim czasie stał się jednym z największych asów jednostki. Latał na Albatrosie D.III z białym nosem i statecznikami poziomymi.
W bardzo krótkim czasie bo już 30 marca odniósł swoje piąte zwycięstwo i uzyskał tytuł asa myśliwskiego i został odznaczony Krzyżem Żelaznym pierwszej klasy. W kolejnym miesiącu Karl Allmenröder odniósł kolejne 4 zwycięstwa. W maju pełnił przez kilka dni funkcję dowódcy eskadry (miał wówczas 21 lat). Maj był także miesiącem, w którym odniósł aż 12 zwycięstw! Wkrótce został odznaczony najpierw Orderem Rodu Hohenzollernów, a zaraz potem 14 czerwca 1917 roku, Pour le Mérite.
W dniu 26 czerwca 1917 roku Karl Allmenröder został mianowany dowódcą Jagdstaffel 11 po odejściu Manfreda von Richthofen na stanowisko dowódcy dywizjonu myśliwskiego Jagdgeschwader Nr. 1. Funkcję tę pełnił tylko przez 2 dni. Dnia 27 czerwca 1917 roku Karl Allmenröder został zestrzelony w okolicach Zillebeke we Flandrii w godzinach porannych. Jego samolot rozbił się na ziemi niczyjej pomiędzy stanowiskami niemieckimi a alianckimi. W nocy jego zwłoki zostały zabrane przez niemieckich żołnierzy i przetransportowane do rodzinnej miejscowości gdzie zostały pochowane.

## Odznaczenia
- Pour le Mérite – 14 czerwca 1917
- Order Hohenzollernów – 6 czerwca 1917
- Krzyż Żelazny I Klasy
- Krzyż Żelazny II Klasy
- Krzyż Fryderyka Augusta I i II klasy
- Order Zasługi Wojskowej (Bawaria)